# Гассі-Туїл – Хассі-Месауд
Гассі-Туїл – Хассі-Месауд – газопровід, споруджений в межах облаштування алжирського гігантського газонафтового родовища Гассі-Туїл. Також відомий як GM1.
Ще з 1963-го велась розробка нафтових покладів Гассі-Туїл, при цьому з 1974-го отриманий супутній газ могли закачувати назад у резервуар для підтримки пластового тиску. А в 1976-му почали розробку газових покладів Гассі-Туїл, при цьому первісно видобутий тут ресурс призначався для закачування у пласти розташованого північніше найбільшого алжирського нафтового родовища Хассі-Месауд. Для цього в 1976-му запустили газопровід довжиною 150 км та діаметром 1000 мм, який має пропускну здатність 6,3 млрд м3 на рік.
Можливо відзначити, що в подальшому повз Гассі-Туїл пройшов газопровід Алрар – Хассі-Р'Мель, а в 2014-му ввели в дію газопереробний завод Гассі-Туїл.